# Алберт Гудмундсон (футболист, р. 1997 г.)
Алберт Гудмундсон (на исландски: Albert Guðmundsson) е исландски професионален футболист, атакуващ полузащитник, който играе за италианския Фиорентина и националния отбор на Исландия.

## Кариера
Започва да тренира футбол в местния КР Рейкявик. След това Алберт се премества в Нидерландия, ставайки част от Хееренвеен през 2013 г. За сезон 2015/16 той подписва с ПСВ Айндховен и прави своя дебют за Йонг ПСВ през 2015 г.
На 31 януари 2022 г. той преминава в италианския Дженоа.
На 17 ноември 2023 г. Алберт удължава договора си с Дженоа до 2027 г.

### Национален отбор
Алберт Гудмундсон играе на China Cup 2017, където Исландия печели сребърните медали.
През май 2018 г. той е включен в състава от 23 футболисти на националния отбор на Исландия за Световното първенство през 2018 г. в Русия.

## Личен живот
Алберт е от семейство на футболисти. Баща му е нападател, бивш национал и телевизионен коментатор Гудмундур Бенедиктсон. Майката на Алберт е Кристбьорг Ингадотир, която също е бивша футболистка, дъщеря на бившия нападател Инги Бьорн Албертсон, който държи рекорда за най-много голове в исландската висша дивизия от 1987 до 2012 г.
Бащата на Инги и по този начин прадядото на Алберт е бившият нападател на Милан и Арсенал и по-късно министър на финансите Алберт Гудмундсон, първият професионален футболист на Исландия. И четирите поколения са вкарвали голове за националния отбор на Исландия.
Алберт има две деца с партньорката си, модела Гудлауг Елиза Йоханнсдотир.
На 3 юли 2024 г. Алберт е обвинен в сексуално посегателство от окръжния прокурор в Исландия. По-късно той е оправдан на 10 октомври.